# 晴れ・どきドキ晴れ
『晴れドキ』（はれドキ）は、2001年4月7日から2008年3月29日まで中部日本放送（CBC）で放送された情報番組。放送時間は毎週土曜9:25 - 11:45（JST）、CBC本社Bスタジオからの生放送。旧番組名は『晴れ・どきドキ晴れ』。

## 概要
東海地区最大級の約4時間半の長時間放送であったが、2007年10月から2時間20分（約2時間半）に短縮。2007年4月7日の放送で300回記念を迎えた。ハイビジョン制作だが、グルメコーナー以外のロケVTRは4:3のSD画質で収録されていた。同時間帯にCBCのキー局・TBSほかが放送している『王様のブランチ』の東海版的性格を持つ番組であった。
番組は2008年3月29日に終了。7年間の放送に幕を閉じた。後番組は東貴博と友近が司会の『なるほどプレゼンター!花咲かタイムズ』で、同年4月5日より放送されている。

## 出演者

### レギュラー出演者
※ 印は後番組『花咲かタイムズ』に引き続き出演。
- 若狭敬一（司会・晴れドキ調査隊担当、CBCアナウンサー）※
- 青木まな（司会、以前はグルメコーナー担当だった、CBCアナウンサー）
- 板東英二（コメンテーター）
- 石井亮次（石井のトクちゅ〜・輝け！晴れドキチルドレン担当、CBCアナウンサー）※
- 古川枝里子（エリトモのグルメの匠・お天気担当、CBCアナウンサー）
- 氏田朋子（エリトモのグルメの匠ほか担当、CBCアナウンサー）※
- 平野裕加里（会社のヒミツ教えてちょーだい担当・VTR出演）
- 加藤由香（3分クッキング担当、CBCアナウンサー）
- 阿部まりな（晴れドキ調査隊担当）(2007年10月 - 2008年3月)
- 菜月（晴れドキディズニー担当・VTR出演、2008年1月 - 3月）
- 浅越ゴエ（2006年4月から9月までは街のゴエ担当、2006年10月からスタジオレギュラー、浅越ゴエの浅ズバ!!・特捜！浅越リサーチ担当。）
- 藪下貴子（晴れドキ向上委員会秘書、2007年10月 - 2008年3月）

### 準レギュラー出演者
括弧内は2007年9月までの出演体制、2007年10月からは午後の部がなくなったため、出演するときはオープニングから通しで出演している。
- 出川哲朗（午前中からの出演が多い）
- 奈美悦子（たまに午前中からの出演もしていた）
- ますだおかだ（午前中の放送からの出演が多い） - 後番組では岡田圭右が「自称準レギュラー」として度々出演している。
- 友近（午前中からの出演が多い）※ - 後番組では司会者になった。
- 海原やすよ・ともこ（週刊若スポのみ）
- 高橋ジョージ（午前中からの出演が多い）

※ 基本的に、この中から週代わりで1・2組出演する。

## 過去の出演者

### 司会
- 大石邦彦（CBCアナウンサー、開始 - 2006年3月。平日夕方のニュース番組・イッポウの担当となったため降板。）
- 和田あい（元CBCアナウンサー、開始 - 2003年3月）

### 晴れドキ調査隊
- 杉安広美（2003年4月 - 9月）
- 佐藤めぐみ（後期は隔週、2003年10月 - 2004年9月）
- 杉原あんり（隔週、2004年1月 - 2004年3月）
- いとうあいこ（隔週、2004年4月 - 2005年9月）
- 長谷部瞳（隔週、2004年10月 - 2005年9月）
- 酒井瑛里（2005年10月 - 2006年9月）
- 柏木貴代（2006年10月 - 2007年9月）

### 晴れドキディズニー
基本的にはVTR出演・在任期間中に1回以上スタジオ出演。
- 豊岡真澄（不明 - 2003年9月）
- 佐藤めぐみ（2003年10月 - 2004年3月） - 調査隊と兼任。
- 井村空美（2004年4月 - 2005年9月）
- 水崎綾女（2005年10月 - 2006年12月）
- 田代さやか（2007年1月 - 12月）

### お天気
- 小谷真優（不明 - 2005年3月）
- 久保順子（2005年4月 - 2007年9月）

### 週刊若スポ
2007年9月まで。午後の部に放送。
レギュラー出演者
- 浜田翔子
- ザブングル

### 出演者
- 井筒和幸
- デーブ・スペクター（週刊若スポ）
- レギュラー
- 北野誠

### その他
- 西村俊仁（朝CHU〜担当、CBCアナウンサー、2006年4月 - 9月）
- 桜沢信司（朝のニュース担当、当時CBCアナウンサー）
- 神尾純子（朝のニュース、3分クッキング担当、CBCアナウンサー）
- 渡辺美香（朝のニュース担当、CBCアナウンサー、不明 - 2007年3月）
- 宮部和裕（中継担当、CBCアナウンサー）
- 占部沙矢香（朝のニュース担当、CBCアナウンサー、不明 - 2007年9月）

## タイムテーブル

### 2007年10月からのタイムテーブル
ただし、2007年末からは調査隊・グルメの匠の順番が入れ替わっている。その他のコーナーも日によって順番が変わる場合がある。
- 09:24 - 『知っとこ!』からSB枠無しで番組開始・オープニング
- 09:27頃 - エリトモのグルメの匠
- 09:44頃 - 石井のトクちゅ〜
- 09:47頃 - 晴れドキ調査隊
- 10:07頃 - 会社のヒミツ教えてちょーだい
- 10:15頃 - 浅越ゴエの浅ズバ!!（芸能・スポーツ等の新聞記事をピックアップして紹介）
- 10:28頃 - 石井のトクちゅ〜
- 10:32頃 - 晴れドキディズニー（調査隊でディズニー特集を組むときは休止）
- 10:35頃 - 輝け！晴れドキチルドレン
- 10:48頃 - 生活向上委員会
- 11:15頃 - 石井のトクちゅ〜
- 11:20頃 - 特捜！浅越リサーチ
- 11:30 - キユーピー3分クッキング（内包）
- 11:40 - お知らせ・番組エンディング（SB枠無しでお昼のJNNニュースに接続）

※ 全て日本時間で表記。
※ 2008年3月29日の番組最終回のみ11:30で放送終了した。その日の11:40からは後番組『花咲かタイムズ』の番宣を放送。

### 2007年9月までのタイムテーブル
- 09:25 - 番組開始・オープニング
- 09:27頃 - 青木まなのグルメキングダム
- 09:47頃 - 今ドキ晴ドキ調査隊
- 10:07頃 - 朝CHU〜
- 10:16頃 - ああ夫婦道（以前はお母さんと呼ばせて）
- 10:32頃 - 朝のニュース・天気
- 10:45頃 - 生活向上委員会
- 11:15頃 - 晴れどきディズニー
  - （板東英二の出演はここまで）
- 11:30 - キユーピー3分クッキング（内包）
- 11:41 - イケメングランパス
- 11:45 - お昼のJNNニュース（TBS発全国ネット、11:54からは東海3県のローカルニュース）
  - （晴れドキ調査隊の女性タレントの出演はここまで）
- 12:00 - よしもと新喜劇（内包）
  - 2007年10月以降は単独番組として放送（ただし、『よしもと新喜劇』自体は当番組開始以前から、この時間帯で放送していた）。
- 13:00 - 週刊若スポ
- 13:29頃 - CBC最高視聴率ランキング
- 13:40頃 - 輝け！晴れドキチルドレン（以前はザブングルのクイズ親子でしょ! ）
- 13:50頃 - エンタメ必勝法
- 13:53 - 昼CHU〜・番組エンディング

※ 内包番組を挟むため、11:30から12:00にかけてはCMが連発し、スタジオからの放送は僅かだった。2007年10月のリニューアル以降は板東は番組エンディングまで出演するようになった。

## 補足
CBCテレビでは少なくとも30年は、土曜9:30頃のネット終了後のこの枠を生ワイドとして放送している。
前番組の「ユーガッタ!SAT」から引き続き板東英二が出演し、生活向上委員会（通販コーナー）も同番組からの流れを汲んでいた。
中日新聞のテレビ欄のみ、「晴れ!ドキ」と表記されていた。
番組内の日清食品製品プレゼント（およそ「3分クッキング」の直前あたり）は、この番組のはるか前身の『土曜9時ハンただ今参上!』（多田しげおアナ司会。1977年7月2日スタート＝テレビ朝日『土曜ワイド劇場』と同日）から続いている。番組最終時点は浅越ゴエが行っていた。
2002年には、和泉節子・和泉元彌母子による“Wブッキング大移動”の際、名古屋空港に設置されたCBCの天カメを通じてヘリコプターからチャーター機への乗り換えの瞬間を生中継することに成功した（当時「晴れドキ」の前枠で放送されていた、同日のJNN全国ネット番組『リアルタイム』では、制作局の毎日放送が大阪から元彌の公演先である岐阜県某所に中継車を出してまで大追跡生中継を行ったものの、失敗に終わっている）。
2002年4月6日には「生活向上委員会」のコーナー中にスタジオの電源が落ち、番組が中断。番組内で復旧できず、11時45分のJNNニュースのローカル部分を東京発に、13時台のコーナーを休止し、そこが知りたい 特捜!板東リサーチの再放送を放送した。
2003年12月の地上デジタル放送開始と同時期にハイビジョン制作になった（このケースは極めて珍しい）。なお、ハイビジョン制作1回目の放送は地上デジタル放送開始を記念して純粋なハイビジョン（地上アナログ放送はレターボックス形式）で放送された。
これに関連して、2006年の一時期、夕方のニュースワイド『イッポウ』など報道専用として使用しているAスタジオがハイビジョン対応の工事をしている間、この番組の収録が行われていたBスタジオを代替スタジオとして使用。同番組のセットも使用された。平日夕方の『イッポウ』以外は、報道部内に顔出しスペースを仮設し、サブはBサブを使用しつつスタジオはそちらを使用して放送された。
2006年7月1日には前身番組から通算して放送開始30周年（正確には29周年かつ30年目突入）を記念し、同じく結成30周年の宮川大助・花子をスペシャルゲストに迎えて放送した。
熱狂的ドラゴンズファンを自認する若狭が司会に加わってからは、ドラゴンズ情報を積極的に取り上げるようになった。
週刊若スポが放送されていた頃から芸能・全国ニュースを伝える際に、全国ネットで放送された番組で使用された映像をそのまま使うことが多く、編集の都合で、テロップなどがモザイクで消し、その上に番組のテロップを被せるというパターンが多かった。午後の部廃止以降は「浅ズバ!」で芸能ニュースなどを扱っているが、映像を使用することを止めて新聞記事紹介に切り替えた。
晴れドキディズニーのリポーターは番組開始当初から東京の事務所（佐藤めぐみ以外はホリプロ）に所属するタレントが担当してきたが、2008年からは地元の芸能事務所に所属するタレントになった。VTR中の生ナレーションは青木アナが担当していたが、佐藤めぐみがディズニー兼任中且つスタジオ出演時の時に限り佐藤本人が生ナレーションも担当していた。

## テーマ曲
- Chapter01 （矢井田瞳、2004年4月 - 2005年3月）
- 春風（つじあやの、2005年4月 - 2006年3月）
- 冷凍みかん（GTP、2006年4月 - 2006年9月）
- ちゅう（GTP、2006年10月 - 2007年3月）
- drive （甲斐名都、2007年4月 - 2008年3月）